# Aetna

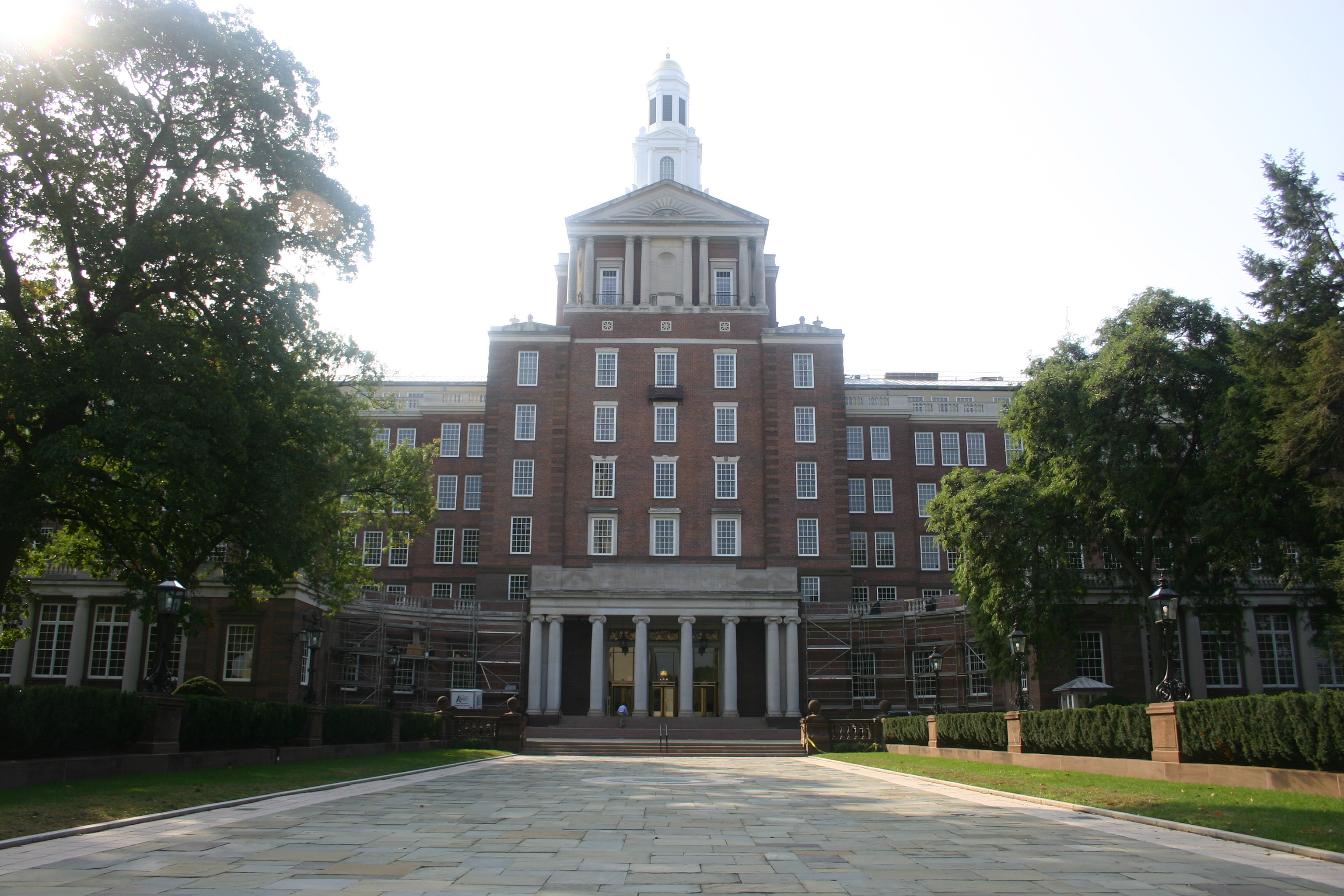
Aetna-Gebäude in Hartford

Die Aetna, Inc. ist ein US-amerikanischer Anbieter von Gesundheitsleistungen für Arbeitnehmer in den Vereinigten Staaten. Aetna ist ein direkter Nachfolger der „Aetna Insurance Company“ aus Hartford, Connecticut. Das Unternehmen war bis zur Übernahme durch CVS Health im Aktienindex S&P 500 gelistet.
Im Jahr 1850 gab das Unternehmen die erste Lebensversicherungspolice heraus. Dies geschah dreißig Jahre nach der Gründung des Unternehmens.
1996 schloss sich Aetna mit „US Healthcare“ zusammen.
Im Dezember 2017 kündigte CVS Health an, Aetna für 69 Mrd. USD zu kaufen. Die Akquisition wurde im November 2018 abgeschlossen, seitdem ist Aetna eine Tochtergesellschaft von CVS Health.

## Sparten
Aetna hat auch eine namhafte Präsenz in der Hausratversicherung, Unfallversicherung und am Sicherheitsanleihenmarkt. Das Abbrechen und die Auflösung der Versicherungen ist gesetzmäßig und vertragsbedingt erschwert, aber Gesundheitsversicherungsdienstleister versuchen, Wege aus den Vorschriften zu finden.

## Unternehmensstruktur
Das Unternehmen hat seinen Aufbau radikal umstrukturiert, indem es 2000 die Finanzsparte an den niederländischen Versicherer ING Groep verkaufte. Damit ist Aetna ein reiner Gesundheitsvorsorgeversicherer geworden. Das Unternehmen bietet Vorsorgeleistungen, Zahn-, Medikamenten-, Zukunfts- und Gruppenversicherungen an.